# Ancylometis scaeocosma
Ancylometis scaeocosma es una especie de polilla de la familia Oecophoridae descrita por primera vez por Edward Meyrick en 1887. Se conoce su presencia en Reunión.
Esta especie tiene una envergadura de 11 mm en el macho. La cabeza y los palpos son de color gris parduzco oscuro, las antenas, el tórax y el abdomen son de color ocre grisáceo, salpicados de gris parduzco oscuro. Las alas anteriores son alargadas y bastante estrechas, con una costa ligeramente arqueada; de color ocre blanquecino, salpicadas de marrón oscuro, con manchas redondas amarillentas y una pequeña mancha basal de color marrón oscuro. Las alas posteriores son grises, más pálidas y semitransparentes hacia la base.